# Bekar (rappeur)
Pour les articles homonymes, voir Becquart.
Bekar, de son vrai nom Alexandre Becquart, né le 8 janvier 1998 à Madrid en Espagne, est un rappeur français du nord de la France ayant grandi à Roubaix.
Bekar est l'un des principaux représentants du rap français du nord de la France.Il est membre du collectif de musique Northface Records et est signé sous le label Panenka Music. L'entame de sa carrière solo est marquée par la sortie de son premier projet Boréal en mars 2019. Il sort ensuite une mixtape, Briques Rouges en 2020 puis l’EP Mira en 2021 et sa suite, la mixtape Mirasierra en 2022. En 2023, il sort son premier album, Plus fort que l'orage, réédité dès l'année suivante sous le titre Plus fort.
Son titre Magenta est certifié single d'or en janvier 2024. Ses deux projets Mirasierra et Plus fort que l'orage sont respectivement certifiés disque d'or en août et septembre 2024.

## Biographie

### Jeunesse
Alexandre Becquart naît le 8 janvier 1998 à Madrid et grandit à Villeneuve-d’Ascq. À partir de ses 7 ans, il passe sa jeunesse à Roubaix. Il est bercé par l'art et la musique dès son plus jeune âge en écoutant du rock avec son père, tandis que sa mère peint régulièrement. Il occupe son temps libre par la pratique du skate puis commence à écrire des textes vers l'âge de 15 ans. Au début fortement attiré par la technique et les procédés d'écriture propres au rap, il écoute et admire des artistes comme Lesram, Alpha Wann et Nekfeu mais également des groupes comme Lunatic et le Panama Bende. En 2016, il rencontre Sto, un autre rappeur lillois avec qui le rap devient un passe-temps quotidien. A cette époque, il rencontre aussi Sreen, son backeur sur scène et SIMA et son beatmaker Lucci. Ensemble, ils se comprennent musicalement et préparent le premier projet de Bekar, Boréal

### Carrière musicale

#### Premiers projets
Après avoir fait partie du collectif Northface Records, Bekar décide, en 2019, d'entamer une carrière solo. Son premier projet Boréal sort en mars de la même année, composé de douze titres, dont le single La mort a du goût. Ce titre lui permet de gagner en visibilité avec un clip qui, a ce jour, reste le clip le plus vu de sa chaîne Youtube. Il signe avec le label Panenka Music en décembre 2019.
En septembre 2020, il sort sa mixtape Briques rouges, composée de 18 titres. Avec encore une fois Lucci' derrière les productions ou en co-production de chaque titre, la mixtape contient des titres autobiographiques comme Briques Rouges ou Anxiolytique dans lequel il raconte sa lutte face à ses angoisses et ses phases de détresse psychologique.
Le 16 juillet 2021 il sort l'EP Mira, contenant notamment son premier featuring 2 gouttes d'eau avec Georgio, un rappeur parisien également signé sous le label Panenka Music. La deuxième partie du projet sort le 8 avril 2022, et forme ainsi le double EP Mirasierra, en référence a son quartier de naissance à Madrid en Espagne. Deux featurings avec Zkr et Roshi sont présents sur le projet ainsi que le single Magenta (certifié single d'or le 18 janvier 2024). En parallèle, il apparaît dans des vidéos du youtubeur Mastu, fan de sa musique, et participe également à l'EP Big Santa Tape du youtubeur Raska, sorti le 8 avril 2022,. Enfin, il fait un freestyle lors du Planète Rap de Zkr en mars 2022

#### Premier album:Plus fort que l'orage
Le 31 mars 2023, Bekar sort Plus fort que l'orage, son premier album studio. Les morceaux sont composés en grande partie par Lucci' et Myth Syzer dans des registres parfois différents des autres projets de Bekar. Bekar entame par la suite une tournée à travers toute la France pour promouvoir son nouvel album[source insuffisante].
Bekar sort ensuite le 15 mars 2024 une réédition de son premier album intitulée Plus Fort., contenant treize nouveaux titres dont des collaborations. Deux autres collaborations figurent sur cet album comme 5.9.3 avec Lesram. Cette réédition vient clore le chapitre de "l'orage" dont l'artiste s'est servi pour symboliser ses doutes, ses angoisses, sa peur de l'échec.
Le 8 août 2024, son projet Mirasierra est certifié disque d'or en France, trois ans après sa sortie. Moins d'un mois plus tard, son album Plus fort que l'orage est également certifié disque d'or en France, le 5 septembre 2024,

#### Deuxième album:Alba
Fin 2024, Bekar annonce sur ses réseaux sociaux un concert au Zénith de Paris ainsi qu'un concert au Zénith de Lille, respectivement prévus le 23 et 24 janvier 2026.
En 2025, Bekar sort plusieurs titres sous forme de single, certains étant accompagnés de clip. Son deuxième album intitulé Alba sort le 27 juin 2025.

## Discographie

### Singles
- 2023 : Brûle dans le silence
- 2024 : Plus fort
- 2025 : Tourmente
- 2025 : Quand il neigeait encore
- 2025 : Vont-ils s'entendre ?

### Collaborations
- 2023 : Georgio feat. Bekar - Basquiat (sur l'album Années Sauvages Part.2)